# Lacrimosa (Réquiem)

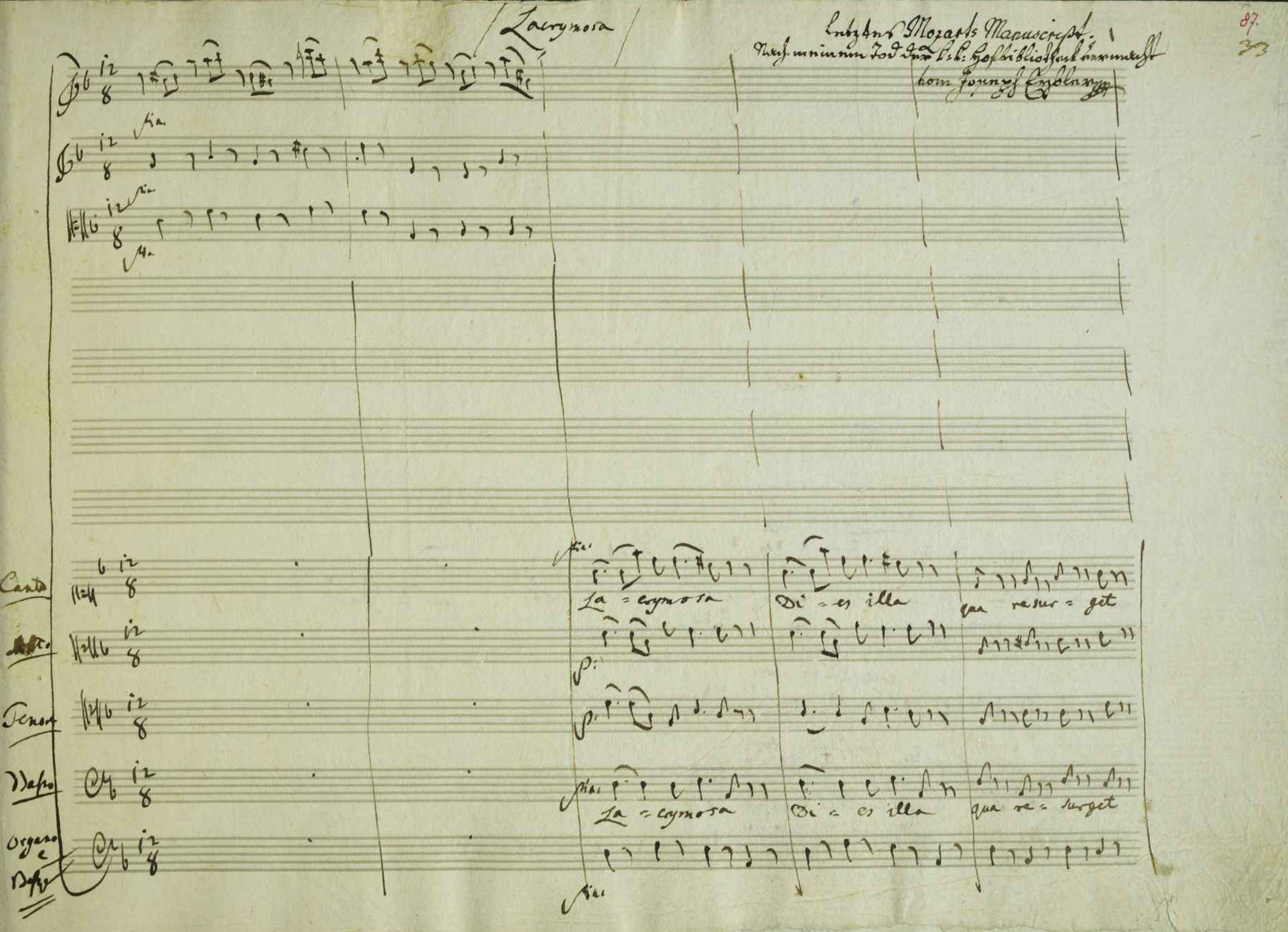
Notas de Lacrimosa

El Lacrimosa es la parte final de la Sequentia Dies Irae. Es utilizada por muchos compositores como Mozart (KV 626), Berlioz o Verdi dentro de sus misas de difuntos o réquiems.[cita requerida]

## Texto
Lacrimosa dies illa

Qua resurget ex favilla

Judicandus homo reus.

Huic ergo parce, Deus:

Pie Jesu Domine,

Dona eis requiem. Amen.

## Traducción al español
Lleno de lágrimas será aquel día

En que resurgirá de sus cenizas

El hombre reo para ser juzgado;

Por lo tanto, ¡Oh Dios!, ten misericordia de él.

Piadoso Señor Jesús,

Concédele el descanso eterno. Amén.